# Olde English Bulldogge
Olde English Bulldogge (OEB) es una reciente raza de perros norteamericana, cuya creación fue iniciada en la década de 1970. Fue desarrollada inicialmente por David Leavitt con el objetivo de ser una recreación del Antiguo Bulldog Inglés de trabajo del tipo Philo-kuon, actualmente extinto. Sin embargo, la raza tomó otra dirección y Leavitt adoptó otro nombre para su creación original, mientras otros criadores permanecieron con OEB.

## Historia
Usando un sistema de reproducción desarrollado para bovinos, David Leavitt cruzó el actual bulldog con Pit Bull, Bullmastiff y Buldogue americano (todos descendientes del antiguo bulldog). El resultado fue una raza atlética que se parecía a los buldogues de 1860, pero que también poseía un temperamento más amigable. Leavitt idealizó que la nueva raza fuera llamada Olde English Bulldogge. No obstante desde que la raza tomó una dirección diferente con vertientes modernas de perros pesados y fue reconocida por el UKC en 2014 con este nombre, Leavitt cambió el nombre de los perros de creación propia a Leavitt Bulldog, considerándolos como una raza separada.